# 24 januari
24 januari is de 24ste dag van het jaar in de gregoriaanse kalender. Hierna volgen nog 341 dagen (342 dagen in een schrikkeljaar) tot het einde van het jaar.

## Gebeurtenissen
- Algemeen
  - 1795 - Overgave van de Nederlandse vloot aan de Franse cavalerie.
  - 1908 - Robert Baden-Powell richt de scouting op.
  - 1915 - Slag bij de Doggerbank, een zeeslag tussen de Duitse en Britse marine
  - 1924 - Sint-Petersburg wordt hernoemd tot Leningrad.
  - 1961 - Een Amerikaanse B-52 crasht boven North Carolina en verliest twee atoombommen. Van een van de bommen is het uranium nooit gevonden.
  - 1972 - Shoichi Yokoi, een Japanse soldaat, wordt na 27 jaar ontdekt op Guam.
  - 1999 - Het dagelijks bestuur van het Internationaal Olympisch Comité royeert zes leden wegens het aannemen van steekpenningen.
  - 2007 - De Belgische politie opent de website E-cops, waarop internetmisdrijven gemeld kunnen worden.
  - 2009 - Zeker dertien burgers en een politieagent komen om het leven door een zelfmoordaanslag in de Somalische hoofdstad Mogadishu.
  - 2013 - Het Amerikaanse leger heft de ban op die vrouwen uitsluit van deelname aan gevechten.
  - 2023 - De Doemdagklok, die wordt bijgehouden door het Bulletin of the Atomic Scientists en die aangeeft hoever de wereld af zou zijn van een wereldwijde catastrofe, staat nu op 90 seconden voor middernacht.[1]
- Criminaliteit en veiligheid
  - 1989 - De Amerikaanse seriemoordenaar Ted Bundy wordt in Florida geëxecuteerd.
  - 2003 - Heineken-ontvoerder Cor van Hout wordt op klaarlichte dag in Amstelveen neergeschoten.
  - 2011 - Op de internationale luchthaven Domodedovo van de Russische hoofdstad Moskou vallen bij een vermoedelijke zelfmoordaanslag 35 doden en meer dan 180 gewonden.
- Economie
  - 1848 - Grote goudvondst in Californië. Begin van de Californische goldrush.
  - 2013 - Op een bijzondere ondernemingsraad in Flémalle maakt ArcelorMittal bekend dat het verschillende koude lijnen in de provincie Luik zal sluiten. 1300 mensen zullen daarbij hun baan verliezen.
- Media
  - 1972 - Loeki de Leeuw verschijnt voor het eerst op televisie.[2]
  - 2010 - De Venezolaanse omroep RCTV en vijf andere kabeltelevisiestations worden afgesloten. De zenders voeren oppositie tegen het bewind van president Hugo Chávez.
- Muziek
  - 2004 - De Nederlandse zangeres Sita ontvangt een NRJ award voor het nummer Le Chemin dat ze samen met de Franse groep Kyo heeft gemaakt.[3]
- Politiek
  - 41 - Claudius I wordt door de pretoriaanse garde tot princeps van Rome uitgeroepen, voordat de Senaat een zet heeft kunnen doen.
  - 1276 - Walram II van Nassau wordt opgevolgd door zijn zoon Adolf I.
  - 1458 - Matthias Corvinus wordt koning van Hongarije.
  - 1679 - Koning Karel II van Engeland ontbindt het parlement.
  - 1859 - Walachije en Moldavië worden verenigd als Roemenië.
  - 1948 - Oprichting van de VVD, de Volkspartij voor Vrijheid en Democratie.[4]
- Sport
  - 1960 - Oprichting van de Togolese voetbalbond.
  - 1974 - Opening van de tiende editie van de Gemenebestspelen, die ditmaal werden gehouden in Christchurch met de deelname van 1276 atleten afkomstig uit 38 landen.
  - 1988 - Steffi Graf wint haar eerste Australian Open. In de finale in Melbourne verslaat de West-Duitse tennisster haar Amerikaanse collega Chris Evert-Lloyd met 6-1 en 7-6.
  - 2004 - Gastland Tunesië begint de 24ste editie van het Afrikaans kampioenschap voetbal met een 2-1 overwinning op Rwanda in het Olympisch Stadion in Radès.
  - 2021 - De Braziliaanse voetbalwereld is opnieuw opgeschrikt door een vliegtuigramp. Een klein vliegtuigje met daarin de voorzitter en vier spelers van Palmas Futebol e Regatas stortte meteen na het opstijgen neer. Alle inzittenden zijn om het leven gekomen.
- Wetenschap en technologie
  - 1544 - Uitvinding van de camera obscura door Reinerus Gemma Frisius te Leuven.
  - 1970 - De Amerikaan Robert Moog introduceert onder de naam Minimoog de eerste draagbare synthesizer.[3]
  - 1978 - De verongelukte Russische, radioactieve spionagesatelliet Kosmos 954 valt terug in de dampkring; boven onbewoond gebied in Canada.
  - 1984 - De eerste Apple Macintosh is te koop.
  - 1986 - Het ruimteschip Voyager 2 vliegt langs de planeet Uranus.[5]
  - 2022 - Landing van een onbemand Dragon ruimtevaartuig voor de kust van Florida. Hiermee is er een einde gekomen aan de CRS-24 bevoorradingsmissie van het ISS.[6]
  - 2023 - De planetoïde (89) Julia is in oppositie met de zon.[7]
  - 2024 - Lancering van een Falcon 9 raket van SpaceX vanaf Vandenberg Space Force Base SLC-4E voor de Starlink group 7-11 missie met 22 Starlink satellieten.[8]

## Geboren

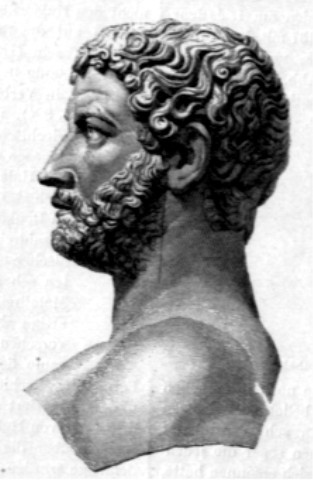
Hadrianus
geboren in 76

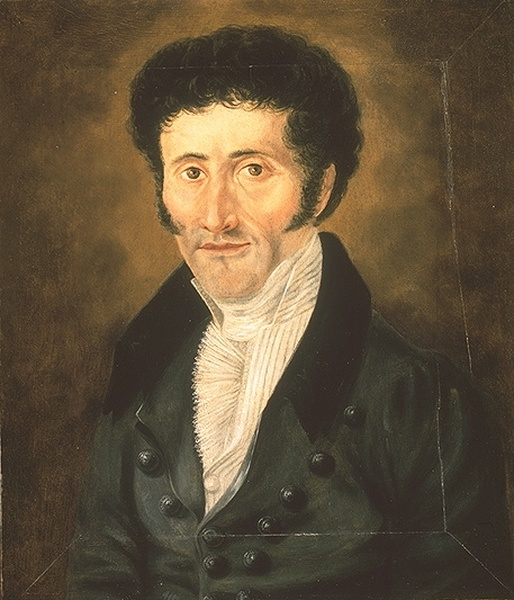
E.T.A. Hoffmann
geboren in 1776

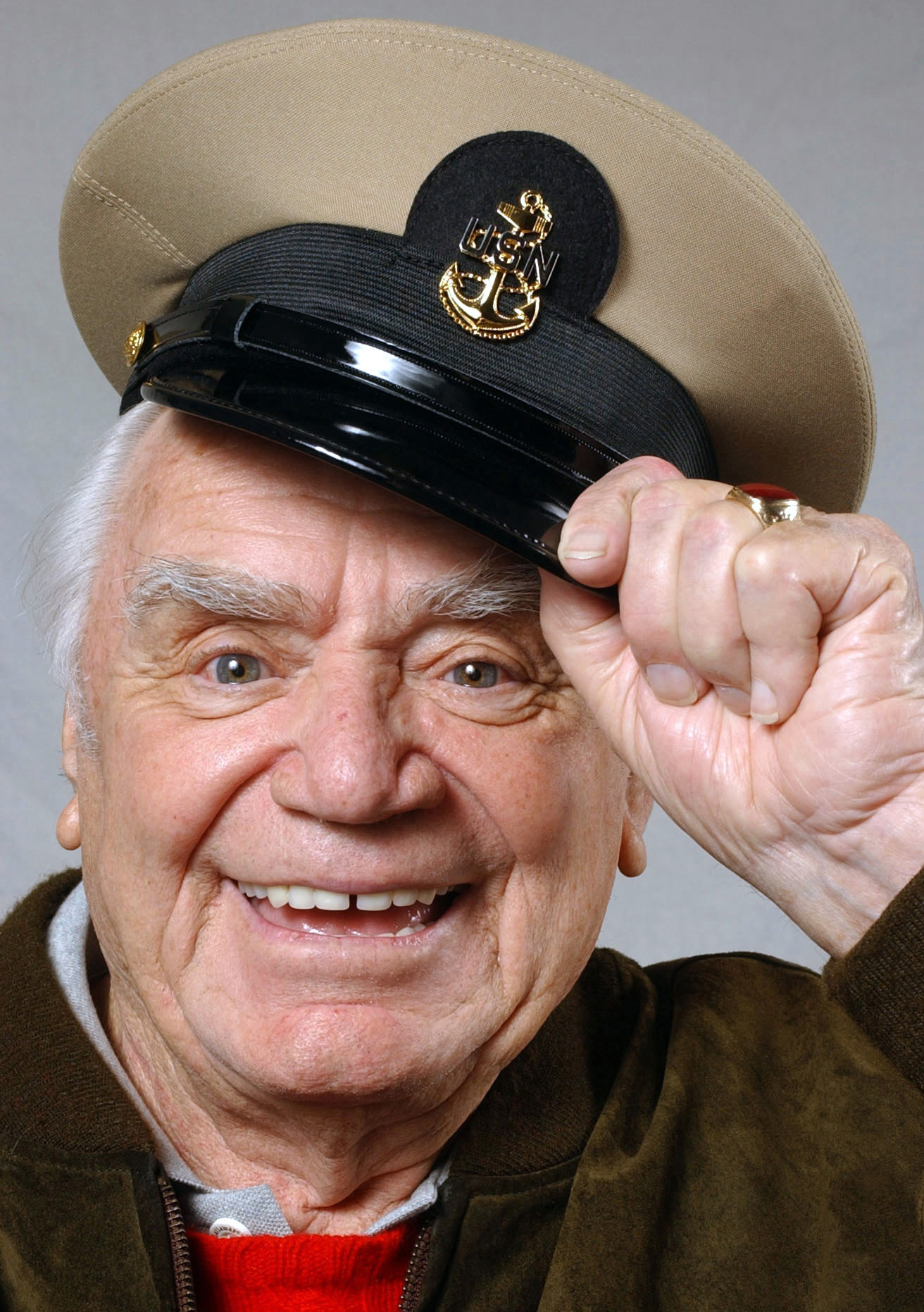
Ernest Borgnine
geboren in 1917

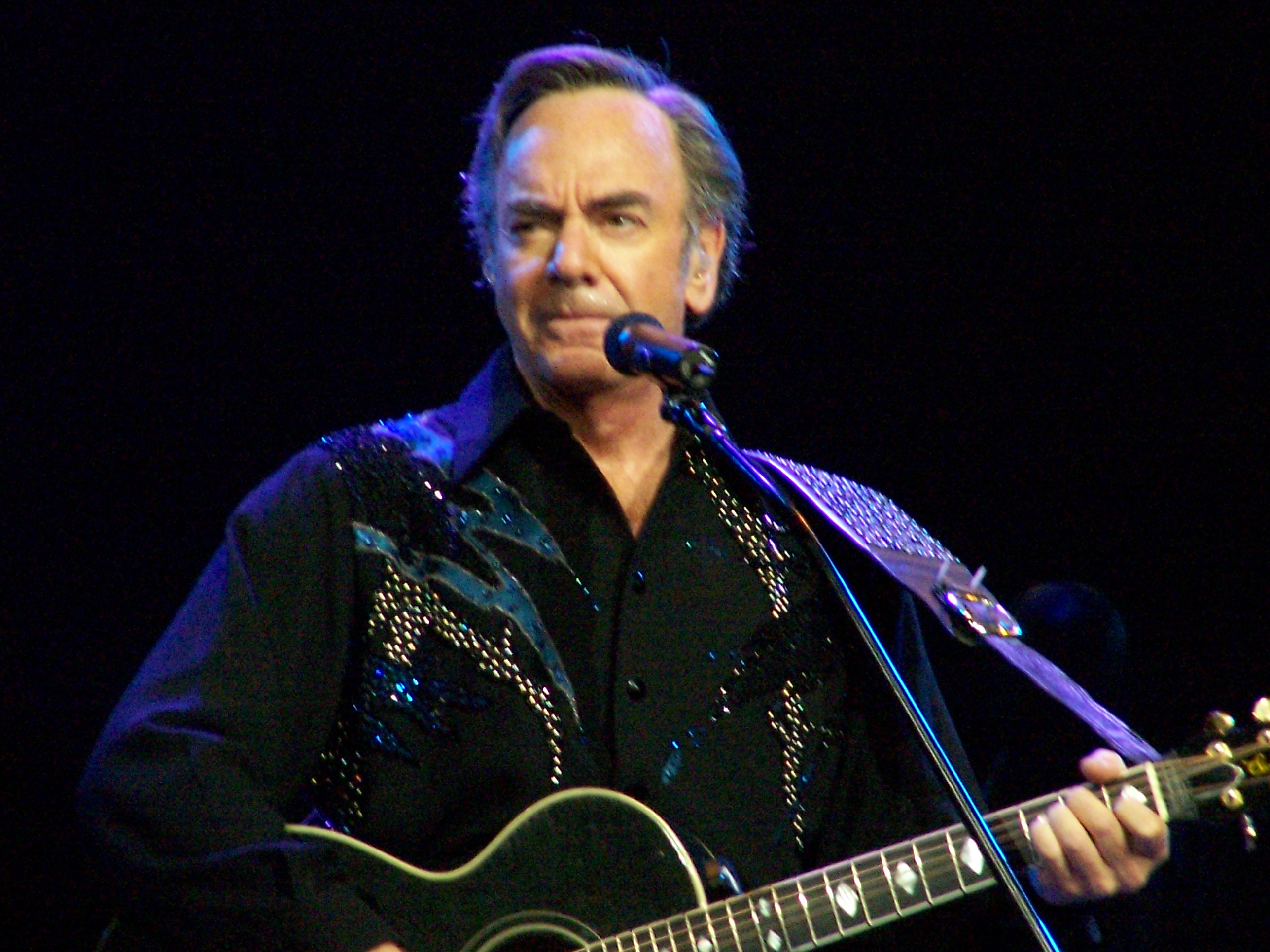
Neil Diamond
geboren in 1941

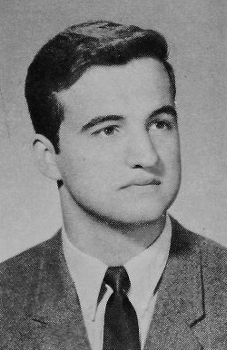
John Belushi
geboren in 1949

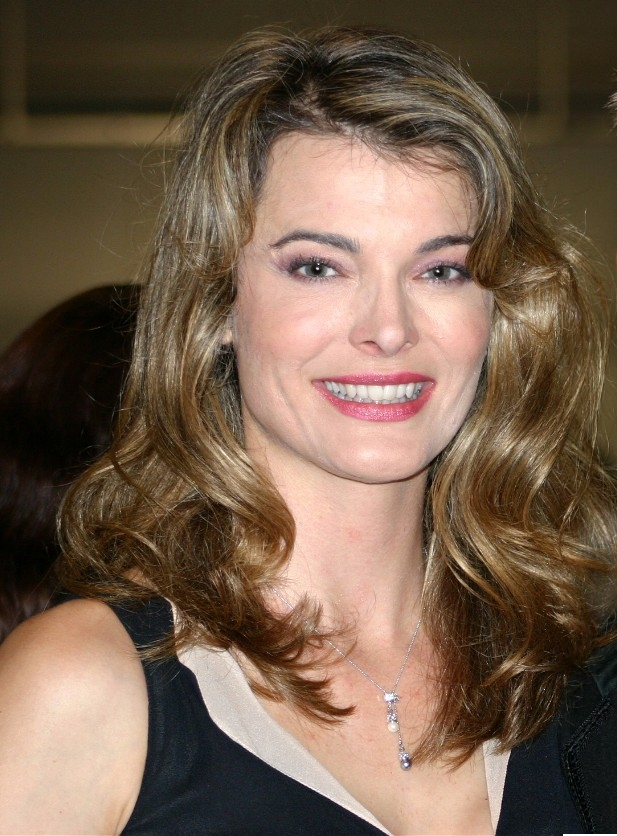
Stephanie Romanov
geboren in 1969

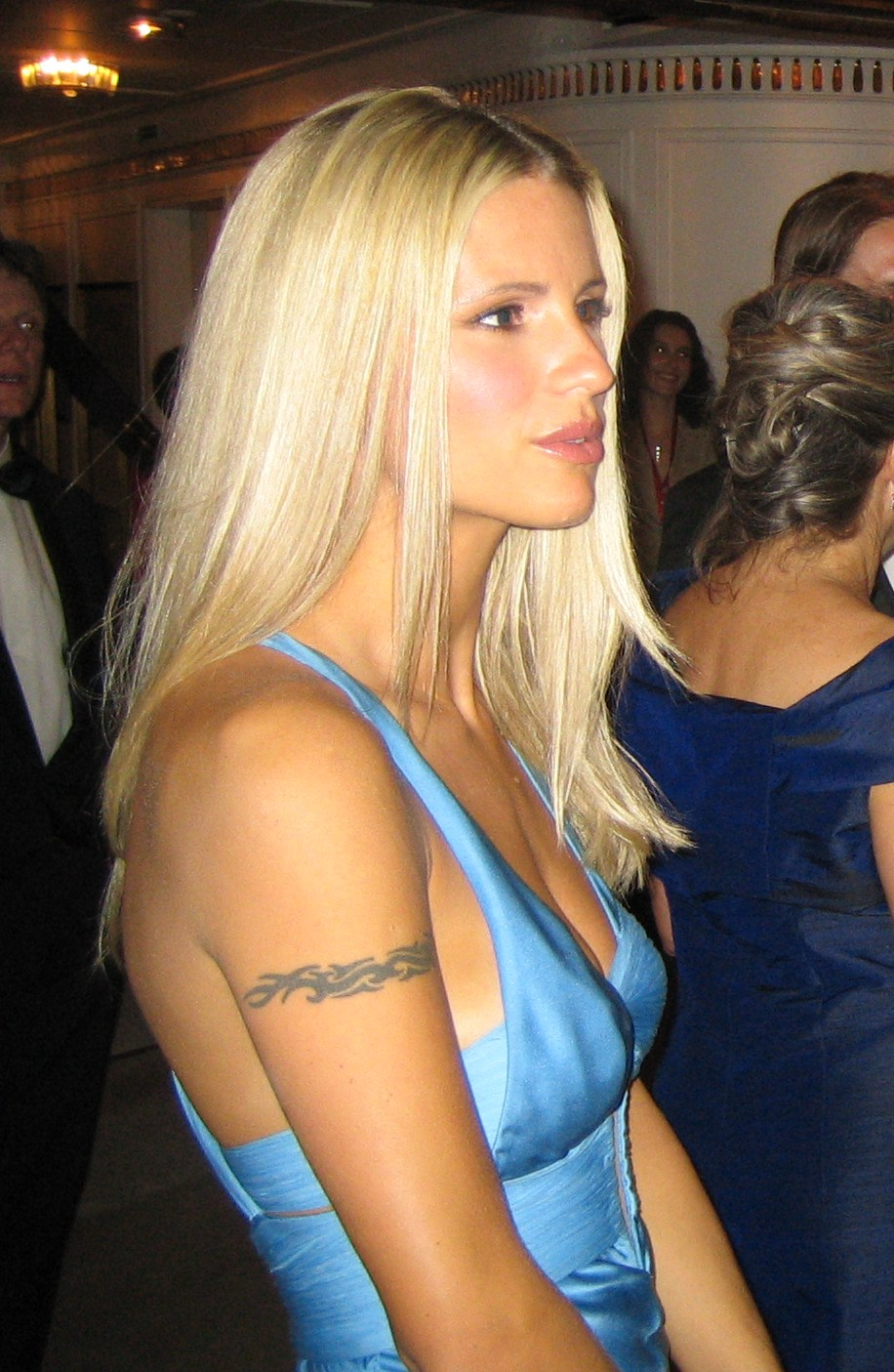
Michelle Hunziker
geboren in 1977

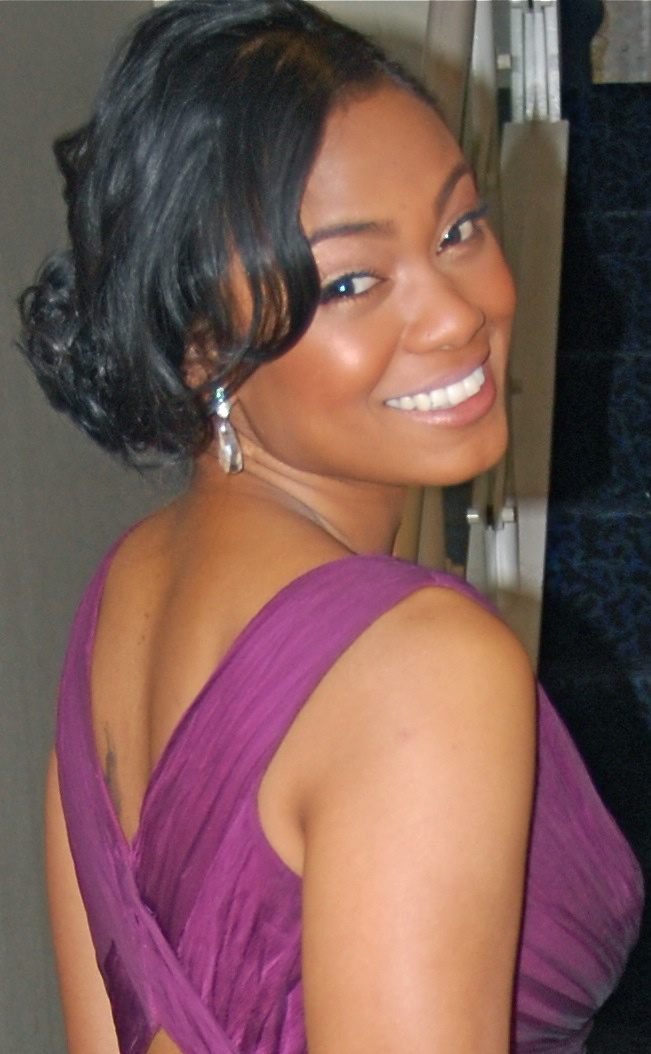
Tatyana Ali
geboren in 1979

- 76 - Hadrianus, Romeins keizer (overleden 138)
- 1600 - Elisabeth Strouven, stichteres van het klooster Calvariënberg en schrijfster van een autobiografie (overleden 1661)
- 1712 - Frederik II, koning van Pruisen (overleden 1786)
- 1732 - Pierre Beaumarchais, Frans schrijver (overleden 1799)
- 1746 - Gustaaf III, koning van Zweden (overleden 1792)
- 1776 - E.T.A. Hoffmann, Duits dichter, componist en schilder (overleden 1822)
- 1838 - Gijsberta Verbeet, Nederlands kunstschilder (overleden 1916)
- 1848 - Hans Schatzmann, Zwitsers politicus (overleden 1923)
- 1848 - Vasili Soerikov, Russisch kunstschilder (overleden 1916)
- 1850 - Giuseppe Mori, Italiaans curiekardinaal (overleden 1934)
- 1853 - León María Guerrero, Filipijns apotheker en botanicus (overleden 1935)
- 1855 - Leonard Springer, Nederlands tuin- en landschapsarchitect (overleden 1940)
- 1864 - Emile Sweron, Belgisch wielrenner (overlijdensdatum onbekend)
- 1866 - Jaan Poska, Estisch staatsman (overleden 1920)
- 1877 - Louise Van den Plas, Belgisch feministe (overleden 1968)
- 1888 - Ernst Heinkel, Duits vliegtuigontwerper (overleden 1958)
- 1889 - Hermann-Bernhard Ramcke, Duits generaal (overleden 1968)
- 1889 - Lena Milius, Nederlands boekhoudster (overleden 1968)
- 1891 - Walter Model, Duits veldmaarschalk (overleden 1945)
- 1895 - Joop Holsbergen, Nederlands beeldend kunstenaar (overleden 1990)
- 1897 - Eurico Lara, Braziliaans voetballer (overleden 1935)
- 1901 - Edward Turner, Brits ontwerper en constructeur van motorfietsen (overleden 1973)
- 1904 - Paul van de Rovaart, Nederlands hockeyer (overleden 1995)
- 1907 - Viljo Halme, Fins voetballer (overleden 1981)
- 1911 - Angèle Manteau, Belgisch uitgeefster (overleden 2008)
- 1911 - C.L. Moore, Amerikaans schrijfster van sciencefiction (overleden 1987)
- 1911 - Risto Kalevi Tuomikoski, Fins botanicus, entomoloog en linguïst (overleden 1989)
- 1913 - Jenny Kastein, Nederlands zwemster (overleden 2000)
- 1914 - Georges Cravenne, Frans filmproducent (overleden 2009)
- 1916 - Sam Maloof, Amerikaans meubelontwerper (overleden 2009)
- 1917 - Ernest Borgnine, Amerikaans acteur (overleden 2012)
- 1917 - Hendrik Hubert Frehen, Nederlands bisschop van Reykjavik in IJsland (overleden 1986)
- 1918 - Art Cross, Amerikaans autocoureur (overleden 2005)
- 1918 - Gottfried von Einem, Oostenrijks componist (overleden 1996)
- 1923 - Simeon ten Holt, Nederlands componist (overleden 2012)
- 1924 - Catherine Hamlin, Australisch verloskundige en gynaecoloog (overleden 2020)
- 1924 - Dick de Zeeuw, Nederlands landbouwkundige en politicus (overleden 2009)
- 1925 - Pierre Mainil, Belgisch politicus en minister (overleden 2013)
- 1926 - Georges Lautner, Frans filmregisseur en scenarioschrijver (overleden 2013)
- 1927 - Jnan Hansdev Adhin, Surinaams politicus en rechtsgeleerde (overleden 2002)
- 1927 - Marvin Kaplan, Amerikaans acteur, filmproducent,scenarioschrijver (overleden 2016)
- 1927 - Jean Raine, Belgisch kunstschilder en filmmaker (overleden 1986)
- 1928 - Desmond Morris, Engels zoöloog, publicist, kunstschilder, televisiepresentator en -programmamaker
- 1928 - Michel Serrault, Frans acteur (overleden 2007)
- 1930 - John Romita sr., Amerikaans stripauteur (overleden 2023)
- 1931 - Kees Zijlstra, Nederlands politicus (overleden 2013)
- 1932 - Rients Gratama, Nederlands kleinkunstenaar (overleden 2017)
- 1933 - Erich Linemayr, Oostenrijks voetbalscheidsrechter (overleden 2016)
- 1933 - Riet van de Louw-van Boxtel, Nederlands beeldhouwer (overleden 2015)
- 1934 - Rikkert La Crois, Nederlands voetballer (overleden 2021)
- 1934 - Jaak Dreesen, Belgisch schrijver (overleden 2022)
- 1937 - Hans Muller, Nederlands waterpolospeler (overleden 2015)
- 1939 - Renate Garisch-Culmberger, Duits atlete (overleden 2023)
- 1939 - Ray Stevens, Amerikaans musicus
- 1940 - Joachim Gauck, elfde Bondspresident van Duitsland
- 1941 - Michael Chapman, Brits folkzanger en gitarist (overleden 2021)
- 1941 - Neil Diamond, Amerikaans zanger
- 1941 - Aaron Neville, Amerikaans zanger
- 1942 - Angelo Bratsis, Amerikaans voetbalscheidsrechter
- 1943 - Berend Jansema, Nederlands burgemeester (overleden 2021)
- 1943 - Sharon Tate, Amerikaans actrice (overleden 1969)
- 1944 - Klaus Nomi, Duits zanger (overleden 1983)
- 1945 - Fernand Hermie, Belgisch wielrenner
- 1945 - Eva Janko, Oostenrijks atlete
- 1946 - Michael Ontkean, Canadees acteur
- 1947 - Giorgio Chinaglia, Italiaans voetballer (overleden 2012)
- 1947 - Jorge Orellana, Ecuadoraans voetbalscheidsrechter
- 1947 - Warren Zevon, Amerikaans muzikant (overleden 2003)
- 1948 - Eddy Monsels, Surinaams atleet (overleden 2023)
- 1948 - Per Unckel, Zweeds politicus (overleden 2011)
- 1949 - John Belushi, Amerikaans acteur (overleden 1982)
- 1951 - Christian Kieckens, Belgisch architect en fotograaf (overleden 2020)
- 1951 - Georg Spohr, Oost-Duits stuurman bij het roeien
- 1951 - Willy De Vliegher, Belgisch politicus
- 1953 - Matthew Wilder, Amerikaans zanger en songwriter
- 1954 - Jo Gartner, Oostenrijks autocoureur (overleden 1986)
- 1954 - Lorenzo Mattotti, Italiaans striptekenaar
- 1956 - Marloes van den Heuvel, Nederlands actrice
- 1956 - Hans Smits, Nederlands waterpoloër
- 1957 - Adrian Edmondson, Brits acteur en komiek
- 1958 - Guy Defraigne, Belgisch roeier
- 1958 - Theo ten Have, Nederlands schilder, beeldhouwer en tekenaar
- 1958 - Jools Holland, Brits muzikant en televisiepresentator
- 1958 - Frank Ullrich, Duits biatleet
- 1959 - Acácio Cordeiro Barreto (Acácio), Braziliaans voetballer
- 1959 - Michel Preud'homme, Belgisch voetballer
- 1960 - Jos Alberts, Nederlands wielrenner
- 1960 - Robbert Dijkgraaf, Nederlands wiskundige, natuurkundige en politicus
- 1961 - Jorge Barrios, Uruguayaans voetballer en voetbalcoach
- 1961 - Guido Buchwald, Duits voetballer
- 1961 - Nastassja Kinski, Duits actrice
- 1961 - William Van Dijck, Belgisch atleet
- 1963 - Arnold Vanderlyde, Nederlands bokser
- 1964 - Harry Wijnschenk, Nederlands politicus
- 1965 - Mike Awesome, Amerikaans professioneel worstelaar (overleden 2007)
- 1965 - Robin Dutt, Duits voetbalcoach
- 1966 - Julie Dreyfus, Frans actrice
- 1966 - Michael Forgeron, Canadees roeier
- 1966 - Mark Quashie (The Mad Stuntman), Trinidads-Amerikaans muzikant en zanger
- 1966 - Karin Viard, Frans actrice
- 1968 - Fernando Escartín, Spaans wielrenner
- 1968 - Scott Mercier, Amerikaans wielrenner
- 1968 - Gert Verhulst, Belgisch televisiepresentator en -maker
- 1969 - Silvan Inia, Nederlands voetballer
- 1969 - Stephanie Romanov, Amerikaans fotomodel en actrice
- 1971 - José Carlos Fernández, Boliviaans voetballer
- 1971 - Dennis van Leeuwen, Nederlands gitarist
- 1971 - Bogumiła Matusiak, Pools wielrenster
- 1972 - Adilson Da Silva, Braziliaans golfer
- 1972 - Beth Hart, Amerikaans zangeres
- 1972 - Daan Schuurmans, Nederlands acteur
- 1972 - Ulla Werbrouck, Belgisch judoka
- 1973 - Sadio Ba, Belgisch voetballer
- 1973 - Sebastián Jabif, Argentijns volleyballer
- 1974 - Cyril Despres, Frans motorcrosser
- 1974 - Ed Helms, Amerikaans acteur en komiek
- 1975 - Hanna Hedlund, Zweeds zangeres
- 1975 - Marcella Neggers, Nederlands golfster
- 1976 - Andrea Blackett, Barbadiaans atlete
- 1976 - Shae-Lynn Bourne, Canadees kunstschaatsster
- 1977 - Minke Booij, Nederlands hockeyster
- 1977 - Michelle Hunziker, Nederlands-Zwiters televisiepresentatrice
- 1978 - Veerle Baetens, Belgisch actrice
- 1978 - Mark Hildreth, Canadees acteur
- 1979 - Tatyana Ali, Amerikaans actrice
- 1979 - Kyle Brandt, Amerikaans acteur
- 1980 - Yordanis Arencibia, Cubaans judoka
- 1980 - Nyncke Beekhuyzen, Nederlands actrice
- 1980 - Susana Guerra, Portugees zangeres
- 1980 - Wilmar Roldán, Colombiaans voetbalscheidsrechter
- 1980 - Rebecca Romero, Brits roeier en wielrenner
- 1981 - Maria Elena Boschi, Italiaans minister
- 1983 - Pepijn Lijnders, Nederlands voetbaltrainer
- 1983 - Shaun Maloney, Schots voetballer
- 1984 - Emerse Faé, Frans-Ivoriaans voetballer
- 1984 - Yana Toboso, Japans mangaka
- 1984 - Boy Waterman, Nederlands-Surinaams voetballer
- 1984 - Jordy van Wijk, Nederlands voetballer
- 1985 - Yvo van Engelen, Nederlands voetballer
- 1985 - Kornel Saláta, Slowaaks voetballer
- 1985 - Mattie Valk, Nederlands radio-dj
- 1986 - Linda Bank, Nederlands zwemster
- 1986 - Mischa Barton, Amerikaans actrice
- 1986 - Rondel Sorrillo, atleet uit Trinidad en Tobago
- 1986 - Vieirinha, Portugees voetballer
- 1987 - Lia Dekker, Nederlands zwemster
- 1987 - Wayne Hennessey, Welsh voetballer
- 1987 - Joost Michielsen, Nederlands schaker
- 1987 - Luis Suárez, Uruguayaans voetballer
- 1988 - Nina Curtis, Australisch zeilster
- 1988 - Jade Ewen, Brits zangeres en actrice
- 1988 - Selina Jörg, Duits snowboardster
- 1988 - Dorlan Pabón, Colombiaans voetballer
- 1988 - John-John Dohmen, Belgisch hockeyer
- 1989 - Gong Lijiao, Chinees atlete
- 1989 - Ki Sung-yong, Zuid-Koreaans voetballer
- 1989 - Anthony Sadin, Belgisch voetballer
- 1990 - Ermin Bičakčić, Bosnisch voetballer
- 1990 - Karlee Bispo, Amerikaans zwemster
- 1990 - Ryosuke Irie, Japans zwemmer
- 1991 - Zé Luís, Kaapverdisch-Portugees voetballer
- 1991 - Jett Rebel, Nederlands zanger, componist en multi-instrumentalist
- 1991 - Necip Uysal, Turks voetballer
- 1992 - Marko Dmitrović, Servisch voetballer
- 1992 - Rebecca Downie, Brits gymnast
- 1992 - Thomas Verheydt, Nederlands voetballer
- 1993 - Mitsunori Takaboshi, Japans autocoureur
- 1994 - Daniel-André Tande, Noors schansspringer
- 1995 - 3robi, Nederlands rapper
- 1995 - Yeray Álvarez, Spaans voetballer
- 1995 - Robert van Koesveld, Nederlands voetballer
- 1995 - Joni Mäki, Fins langlaufer
- 1995 - Nacho Vidal, Spaans voetballer
- 1996 - Patrik Schick, Tsjechisch voetballer
- 1997 - Ibrahim Drešević, Kosovaars-Zweeds voetballer
- 1997 - Nirei Fukuzumi, Japans autocoureur
- 1997 - Riccardo Orsolini, Italiaans voetballer
- 1998 - Sanne in 't Hof, Nederlands schaatsster
- 1998 - Babette Vandeput, Belgisch atlete
- 1999 - Yassine Benrahou, Marokkaans-Frans voetballer
- 1999 - Vitalie Damașcan, Moldavisch voetballer
- 1999 - Pape Gueye, Senegalees-Frans voetballer
- 1999 - Twanisha Terry, Amerikaans atlete
- 2000 - Ben Johnson, Engels voetballer
- 2000 - Hamza Masoudi, Belgisch-Marokkaans voetballer
- 2001 - Hunter Armstrong, Amerikaans zwemmer
- 2001 - Alieke Tuin, Nederlands voetbalster
- 2002 - Delano Gouda, Nederlands voetballer
- 2002 - Kaio Jorge, Braziliaans voetballer
- 2003 - Jules Van Bost, Belgisch voetballer
- 2003 - Aurélie Csillag, Zwitsers voetbalster
- 2003 - Hugo Novoa, Spaans voetballer
- 2003 - Johnny Orlando, Canadees singer-songwriter
- 2004 - Justyna Czapla, Duits wielrenster
- 2004 - Romeo Vermant, Belgisch voetballer
- 2006 - Nicole Havrda, Canadees autocoureur

## Overleden

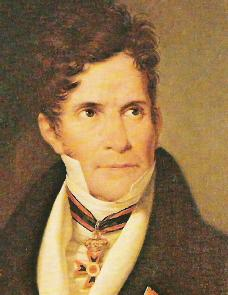
Gaspare Spontini,
overleden in 1851

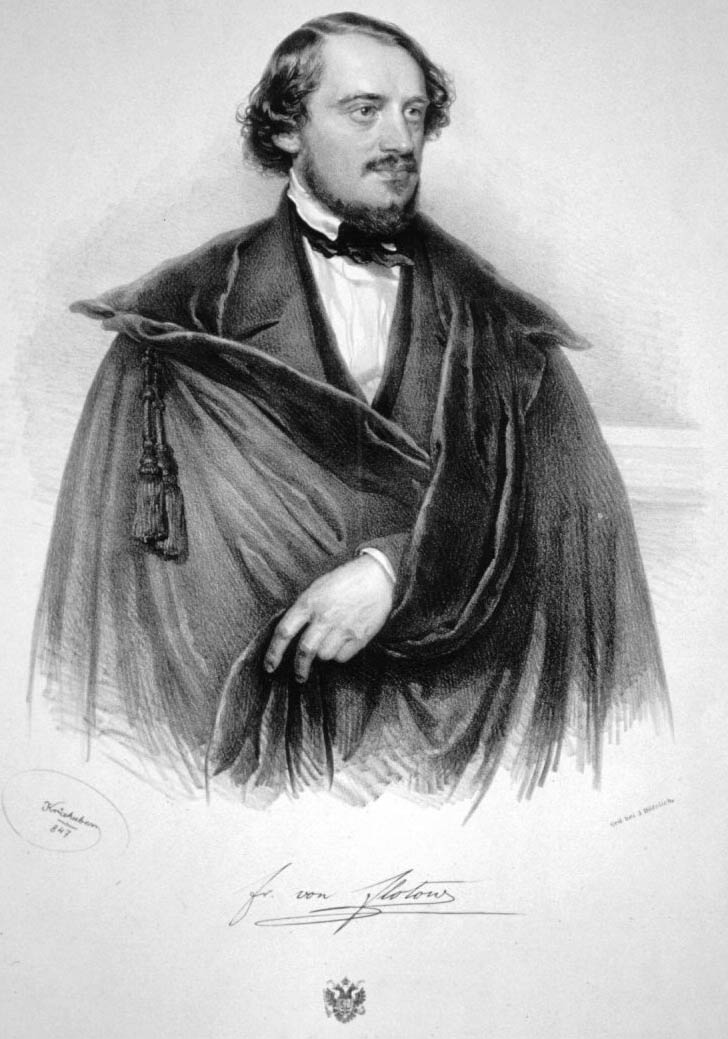
Friedrich von Flotow,
overleden in 1883

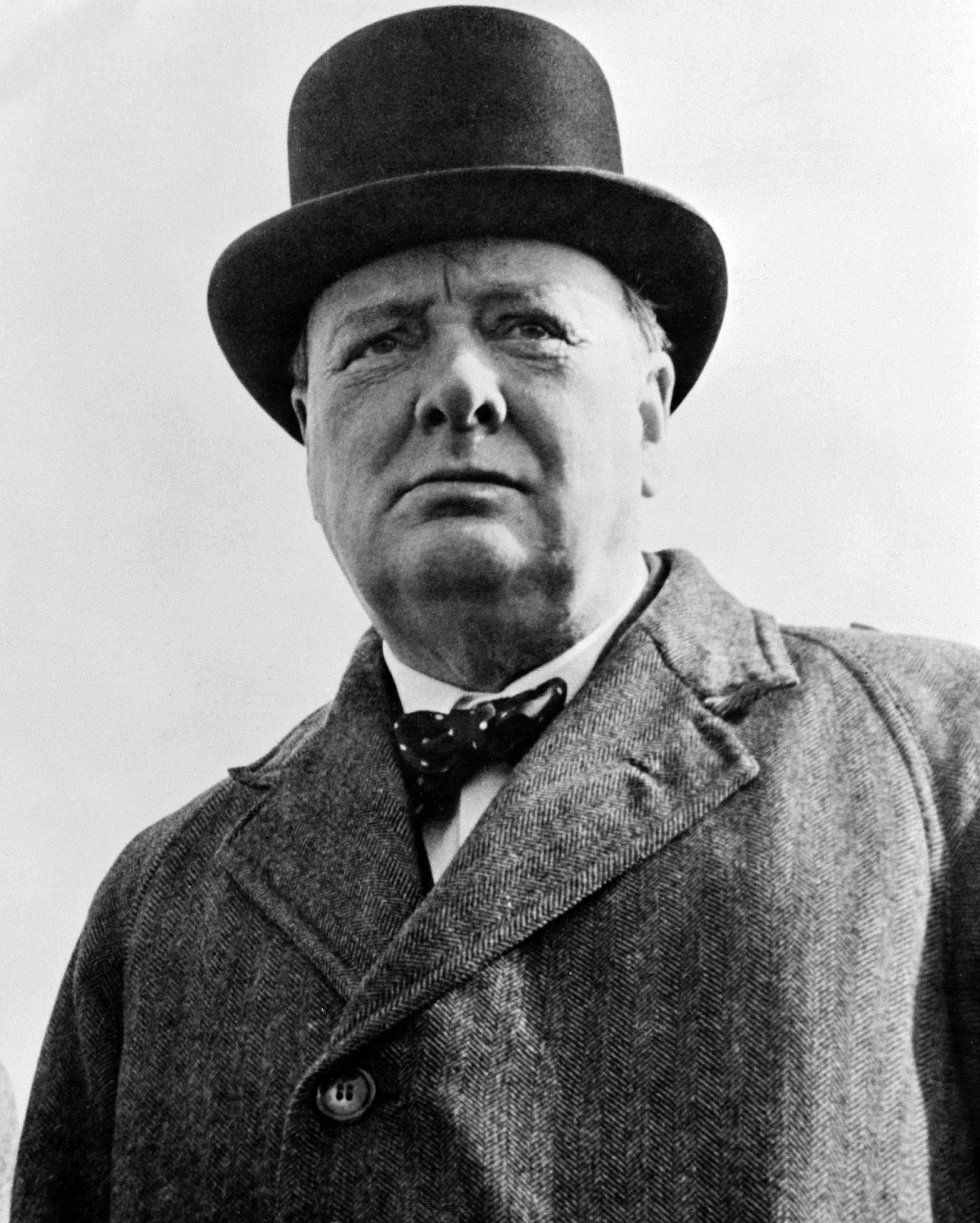
Winston Churchill,
overleden in 1965

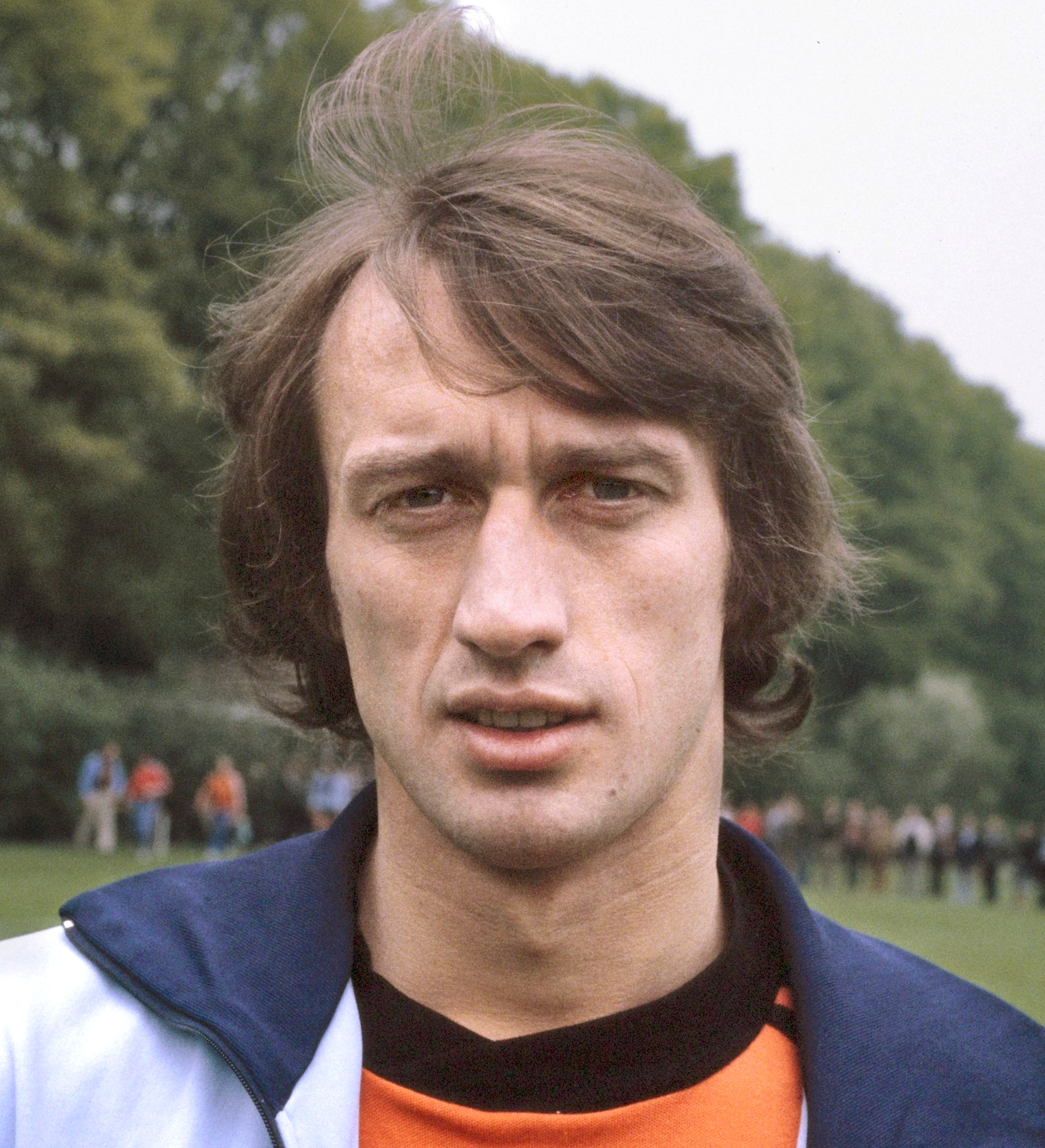
Rob Rensenbrink,
overleden in 2020

- 41 - Caligula (28), Romeins keizer
- 772 - Paus Stefanus III
- 817 - Paus Stefanus IV
- 847 - Paus Sergius II
- 863 - Karel van Provence (17), Frankisch koning
- 1276 - Walram II van Nassau (~56), graaf van Nassau
- 1366 - Alfons IV van Aragón (36), koning van Aragón
- 1683 - Sivert Cortsen Adeler (35), Deens marine-officier
- 1824 - Ercole Consalvi (66), Italiaans kardinaal-staatssecretaris
- 1851 - Gaspare Spontini (76), Italiaans operacomponist
- 1881 - James Collinson (55), Engels kunstschilder
- 1883 - Friedrich von Flotow (70), Duits componist
- 1884 - Félix Messiaen (66), Belgisch stadsarchivaris
- 1893 - Otto Kahler (45), Oostenrijks arts
- 1904 - Frans Coenen (77), Nederlands componist, violist en muziekpedagoog
- 1912 - Ambrosio Flores (68), Filipijns generaal en politicus
- 1920 - Amedeo Modigliani (35), Italiaans kunstschilder en beeldhouwer
- 1932 - Alfred Yarrow (89), Brits scheepsbouwer
- 1939 - Maximilian Bircher-Benner (71), Zwitsers arts
- 1942 - Johannes Klingen (28), Nederlands verzetsstrijder
- 1942 - Henk Schoenmaker (37), Nederlands verzetsstrijder
- 1947 - Felix Timmermans (60), Belgisch schrijver
- 1953 - Tames Oud, Nederlands beeldend kunstenaar
- 1957 - Hans Lindman (72), Zweeds voetballer
- 1960 - Edwin Fischer (73), Zwitsers pianist en dirigent
- 1961 - Alfred Gilbert (76), Amerikaans atleet
- 1965 - Winston Churchill (90), Brits staatsman
- 1966 - Sebastianus van Nuenen (67), Nederlandse geestelijke en ordestichter
- 1973 - J. Carrol Naish (76), Amerikaans acteur
- 1975 - Cor Gubbels (76), Nederlands atleet
- 1978 - Georges Speicher (70), Frans wielrenner
- 1983 - Juan Carlos Zabala (71), Argentijns atleet
- 1986 - L. Ron Hubbard (74), Amerikaans sciencefiction-schrijver, oprichter van Scientology
- 1986 - Gordon MacRae (64), Amerikaans acteur en zanger
- 1986 - Vincente Minnelli (82), Amerikaans regisseur
- 1988 - Sixta Heddema (75), Nederlands kunstenaar
- 1989 - Ted Bundy (42), Amerikaans seriemoordenaar
- 1990 - Abraham Patusca da Silveira (Araken) (84), Braziliaans voetballer
- 1990 - Madge Bellamy (90), Amerikaans actrice
- 1993 - Thurgood Marshall (83), Amerikaans Hooggerechtshofrechter
- 2000 - Wout Muller (53), Nederlands kunstschilder
- 2001 - Les Brown (88), Amerikaans muzikant en componist
- 2002 - Elie Hobeika (45), Libanees politicus
- 2003 - Gianni Agnelli (81), Italiaans ondernemer
- 2003 - Cor van Hout (45), Nederlands crimineel
- 2004 - Leônidas da Silva (90), Braziliaans voetballer
- 2004 - Peter van der Velde (85), Nederlands schrijver
- 2006 - Schafik Handal (75), Salvadoraans politicus en guerrillaleider
- 2006 - Chris Penn (40), Amerikaans acteur
- 2007 - İsmail Cem (66), Turks journalist en politicus
- 2007 - Jean-François Deniau (78), Frans ambtenaar, schrijver, politicus, diplomaat, mensenrechtenactivist en journalist
- 2007 - Wolfgang Iser (80), Duits anglist en literatuurwetenschapper
- 2007 - A. Moonen (69), Nederlands schrijver
- 2007 - Emiliano Mercado del Toro (115), Puerto Ricaans oudste mens ter wereld
- 2009 - Marie Glory (103), Frans actrice
- 2009 - Ferry Pirard (61), Nederlands voetballer
- 2009 - Sadik Šehić (72), Bosnisch schrijver en journalist
- 2009 - Thomas Ambrose Tschoepe (93), Amerikaans bisschop
- 2010 - Pernell Roberts (81), Amerikaans acteur
- 2011 - Jan Vis (77), Nederlands politicus
- 2012 - Kurt Adolff (90), Duits autocoureur
- 2012 - Theo Angelopoulos (76), Grieks filmregisseur
- 2012 - Sukumar Azhikode (85), Indiaas schrijver, literatuurcriticus en polemist
- 2012 - John Garrahy (81), Amerikaans politicus
- 2012 - Nick Santino (47), Amerikaans acteur
- 2012 - Pierre Sinibaldi (87), Frans voetballer en trainer
- 2015 - Stig Bergling (77), Zweeds spion
- 2015 - Otto Carius (92), Duits tankcommandant
- 2015 - Toller Cranston (65), Canadees kunstschaatser
- 2015 - Johan Ferner (87), Noors zeiler en echtgenoot van prinses Astrid
- 2016 - Jimmy Bain (68), Brits basgitarist
- 2016 - Constantijn Kortmann (71), Nederlands jurist en hoogleraar
- 2016 - Marvin Minsky (88), Amerikaans wetenschapper op het gebied van kunstmatige intelligentie
- 2016 - Henry Worsley (55), Brits ontdekkingsreiziger
- 2017 - Fred André (75), Nederlands voetballer
- 2017 - Martin Nicholas Lohmuller (97), Amerikaans bisschop
- 2017 - Chuck Weyant (93), Amerikaans autocoureur
- 2018 - Jan Steeman (84), Nederlands striptekenaar
- 2019 - Fernando Sebastián Aguilar (89), Spaans kardinaal
- 2020 - Duje Bonačić (90), Joegoslavisch roeier
- 2020 - Rob Rensenbrink (72), Nederlands voetballer
- 2020 - Maurits Stael (108), oudste man van België
- 2020 - Pete Stark (88), Amerikaans politicus
- 2020 - Edwin Straver (48), Nederlands motorcoureur
- 2021 - George Armstrong (90), Canadees ijshockeyspeler
- 2021 - António Cardoso e Cunha (87), Portugees politicus
- 2021 - Barry Le Va (79), Amerikaans beeldend kunstenaar
- 2021 - Gunnel Lindblom (89), Zweeds actrice
- 2022 - Olavo de Carvalho (74), Braziliaans filosoof en schrijver
- 2022 - Szilveszter Csollány (51), Hongaars turner
- 2022 - Fatma Girik (79), Turks actrice en politica
- 2022 - Mark Tseitlin (78), Russisch-Israëlisch schaker
- 2023 - Balkrishna Doshi (95), Indiaas architect
- 2023 - Twan Tak (80), Nederlands jurist
- 2024 - Carl Andre (88), Amerikaans beeldhouwer
- 2025 - Johan Doesburg (69), Nederlands toneelregisseur
- 2025 - Eddy Wauters (91), Belgisch voetballer en voetbalbestuurder

## Viering/herdenking

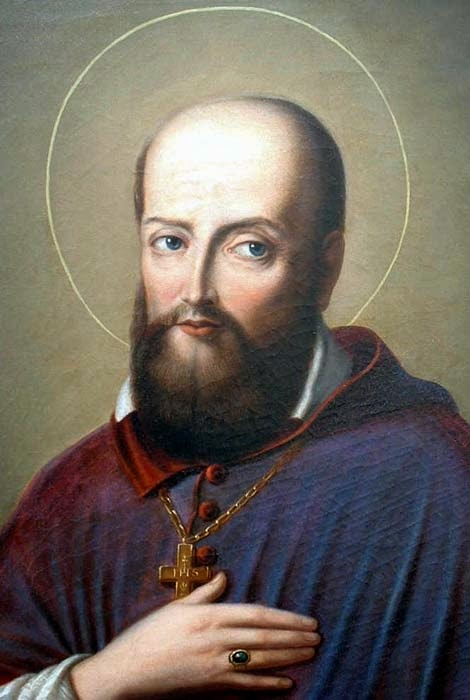
H Franciscus van Sales

- Romeinse Rijk - eerste dag van de Sementivae ter ere van Ceres en Gaia
- Rooms-Katholieke kalender:
  - Heilige Franciscus van Sales († 1622) - Gedachtenis
  - Heilige Ebertram (Bertram, Bertrand) (van St.-Quentin) († c. 680)
  - Zalige Arend (Arno) (van Salzburg) († 821)
  - Heilige Xenia van Mylasa († 5e eeuw)
  - Onze Lieve Vrouw van de Vrede

## Weerextremen

### Nederland
| | Officiële records | Officiële records | Officiële records |      | Landelijke records | Landelijke records | Landelijke records    |
| Gebeurtenis | Jaar              | Extreem           | Locatie           | Jaar | Extreem            | Locatie            |                       |
| --- | ----------------- | ----------------- | ----------------- | ---- | ------------------ | ------------------ | --------------------- |
| Laagste etmaalgemiddelde temperatuur (°C) | 1922              | −10,0             | De Bilt           |      | 1922               | −11,8              | Eelde                 |
| Hoogste etmaalgemiddelde temperatuur (°C) | 2018              | 11,7              | De Bilt           |      | 2018               | 12,4               | Gilze-Rijen           |
| Laagste minimumtemperatuur (°C) | 1922              | −13,3             | De Bilt           |      | 1907, 1922         | −14,4              | Eelde                 |
| Hoogste minimumtemperatuur (°C) | 1960              | 9,2               | De Bilt           |      | 2018               | 9,6                | Maastricht            |
| Laagste maximumtemperatuur (°C) | 1922              | −5,3              | De Bilt           |      | 1922               | −8,5               | Eelde                 |
| Hoogste maximumtemperatuur (°C) | 2018              | 14,4              | De Bilt           |      | 2018               | 14,7               | Woensdrecht           |
| Hoogste uurgemiddelde windsnelheid (m/s) | 1960              | 15,4              | De Bilt           |      | 1993               | 24,2               | IJmuiden              |
| Hoogste windstoot (m/s) | 1993              | 27,8              | De Bilt           |      | 1993               | 36,0               | Vlissingen            |
| Langste zonneschijnduur (uur) | 2000              | 7,7               | De Bilt           |      | 1950 2000          | 7,8                | Vlissingen Maastricht |
| Langste neerslagduur (uur) | 1942, 1962        | 14,5              | De Bilt           |      | 1942, 1962 1988    | 14,5               | De Bilt Twenthe       |
| Hoogste etmaalsom van de neerslag (mm) | 1988              | 9,9               | De Bilt           |      | 2021               | 15,3               | Arcen                 |
| Laagste etmaalgemiddelde relatieve vochtigheid (%) | 2006              | 64                | De Bilt           |      | 1922               | 45                 | Eelde                 |
| Laagste uurwaarde luchtdruk op zeeniveau (hPa) | 1910              | 969,5             | De Bilt           |      | 1984               | 968,5              | Leeuwarden            |
| Hoogste uurwaarde luchtdruk op zeeniveau (hPa) | 1932              | 1043,0            | De Bilt           |      | 1932               | 1045,1             | Eelde                 |
| Officiële records worden altijd gemeten op het KNMI-weerstation in De Bilt. Landelijke records kunnen worden gemeten op elk officieel KNMI-weerstation in Nederland. |                   |                   |                   |      |                    |                    |                       |

Uitzonderlijke gebeurtenissen
- 1914 - Officieel laagste minimumtemperatuur in °C van het jaar gemeten in De Bilt: −11,6
- 1958 - Officieel laagste minimumtemperatuur in °C van het jaar gemeten in De Bilt: −11,2. Samen met 25 januari
- 2000 - Officieel laagste minimumtemperatuur in °C van het jaar gemeten in De Bilt: −7,7
- 2023 - Officieel hoogste uurwaarde luchtdruk op zeeniveau in hPa van januari dit jaar gemeten in De Bilt: 1040,3
- 2023 - Landelijk hoogste uurwaarde luchtdruk op zeeniveau in hPa van januari dit jaar gemeten in Hoorn Terschelling: 1041,0
- 2024 - Officieel hoogste maximumtemperatuur in °C van januari dit jaar gemeten in De Bilt: 13,4 (voorlopig). Samen met 23 januari
- 2024 - Landelijk hoogste maximumtemperatuur in °C van januari dit jaar gemeten in Arcen: 13,8 (voorlopig)
- 2024 - Officieel hoogste windstoot in m/s van januari dit jaar gemeten in De Bilt: 22,0 (voorlopig). Samen met 2 en 22 januari

### België
Dagrecords
- 1838 - Laagste etmaalgemiddelde temperatuur −11,6 °C
- 2018 - Hoogste etmaalgemiddelde temperatuur 11,7 °C
- 1838 - Laagste minimumtemperatuur −12,8 °C
- 2018 - Hoogste maximumtemperatuur 12,9 °C
- 1925 - Hoogste etmaalsom van de neerslag 17,8 mm

Uitzonderlijke gebeurtenissen
- 1940 - Nachtelijke minimumtemperatuur aan de grond in Ukkel −24,5 °C.

<< · 1 · 2 · 3 · 4 · 5 · 6 · 7 · 8 · 9 · 10 · 11 · 12 · 13 · 14 · 15 · 16 · 17 · 18 · 19 · 20 · 21 · 22 · 23 · 24 · 25 · 26 · 27 · 28 · 29 · 30 · 31 · >>